# Postakut abstinens
Postakutte abstinenser (engelsk: Post-acute-withdrawal syndrome, ofte forkortet PAWS) er et sæt af vedvarende svækkelser, der forekommer efter afvænning fra alkohol, opiater, benzodiazepiner, antidepressiva og andre stoffer. Spædbørn, der fødes af mødre, som led af stofafhængighed under graviditeten, kan også opleve postakutte abstinenser.
I modsætning til de akutte abstinenser, der forekommer kort efter en misbruger stopper med at indtage sit stof, varer de postakutte abstinenser i en længere efterfølgende periode, og kan blandt andet omfatte emotionel ustabilitet, koncentrationsbesvær, søvnproblemer og initiativløshed.
Der findes relativt få videnskabelige studier der underbygger deres eksistens. Af denne grund anerkendes tilstanden ikke af Diagnostic and Statistical Manual of Mental Disorders eller andre store lægevidenskabelige associationer.